# Horario de verano en el mundo
Existen dos tipos de horario diferentes: el horario de verano y el horario de invierno (u horario estándar). El cambio de hora que algunos países o sus subdivisiones aplican una vez al año hace que del horario estándar (o de invierno) se pase al horario de verano. La primera vez que se aplicó este cambio de hora fue durante la Primera Guerra Mundial.
Desde entonces, nunca más hubo cambio de hora[cita requerida] hasta la crisis del petróleo de 1973, a partir de la cual algunos países modificaron su horario oficial con el objetivo declarado de aprovechar mejor la luz solar, de manera que se consumía menos electricidad.[cita requerida]

## Origen
El origen de esta idea se remonta a 1784, cuando Benjamin Franklin —entonces embajador de los Estados Unidos en Francia— envió una carta al diario Le Journal de París donde proponía algunas medidas para el ahorro energético.
Franklin propuso tres medidas:
1. Imponer un gravamen a las personas cuyas contraventanas impidiesen la entrada de luz a sus habitaciones.
2. Regular el consumo de cera y velas.
3. Hacer repicar las campanas de la iglesia al amanecer para que todo el mundo se levantase a la misma hora.

Estas propuestas no se tomaron en serio, pero al poco tiempo comenzaron los primeros experimentos de iluminación con gas, cuya peligrosidad hizo plantearse seriamente el tema del ahorro energético.
Así, poco a poco, las ideas de Franklin fueron retomándose y evolucionando hasta llegar a la conclusión de que lo más conveniente era cambiar la hora, una medida que no se instauró plenamente sino hasta 1974.

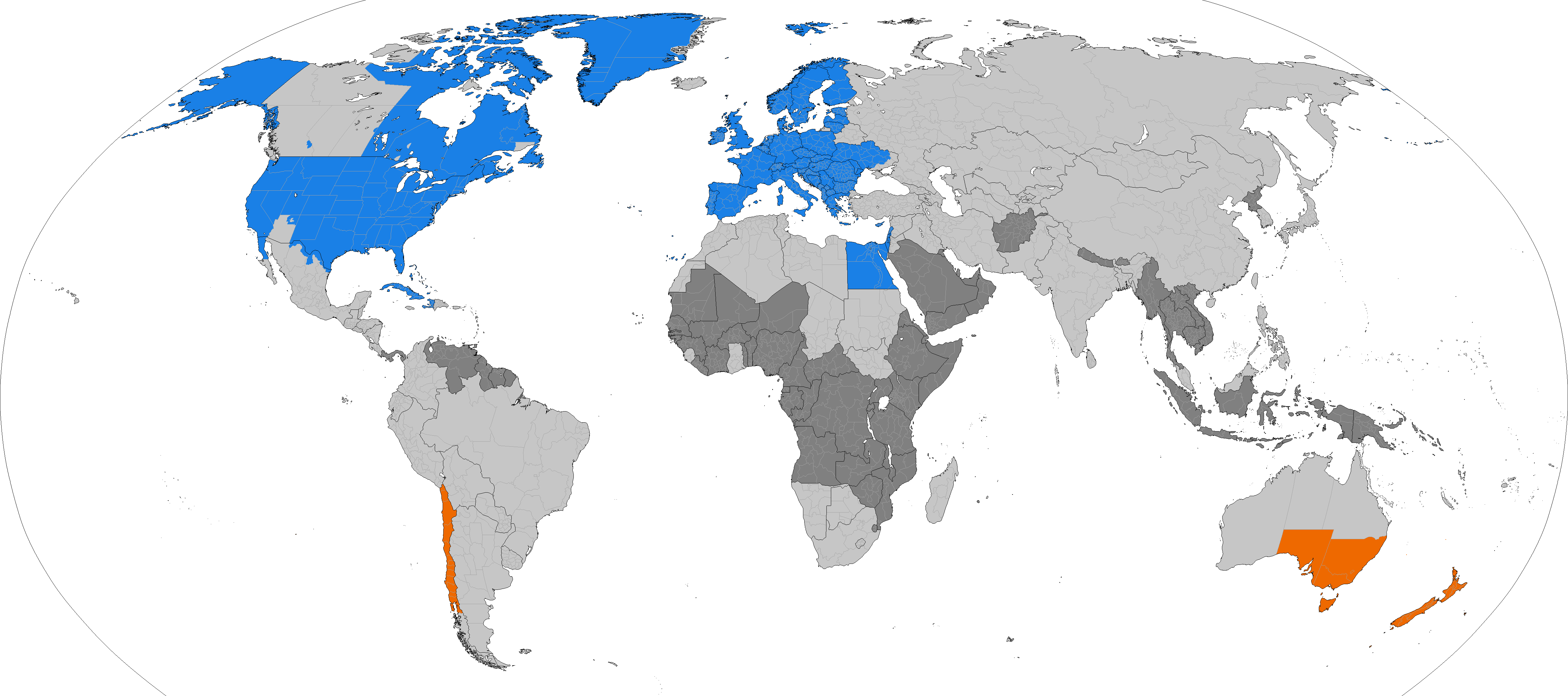
Mapa de los países que utilizan el horario de verano durante los periodos que abajo se mencionan:
Durante el verano boreal (hemisferio norte)
Durante el verano austral (hemisferio sur)
Nunca han utilizado el horario de verano
Alguna vez han utilizado el horario de verano

## Horario de verano (DST) en cada país, y sus normas vigentes
| País                                             | Continente    | Verano       | Inicio del horario de verano                  | Término del horario de verano                           | Notas |
| ------------------------------------------------ | ------------- | ------------ | --------------------------------------------- | ------------------------------------------------------- | --- |
| Acrotiri y Dhekelia (U.K.)                       | Europa        | Boreal/Norte | Último domingo de marzo                       | Último domingo de octubre                               | |
| Afganistán                                       | Asia          | -            | -                                             | -                                                       | Canceló el horario de verano en 2007 |
| Albania                                          | Europa        | Boreal/Norte | Último domingo de marzo                       | Último domingo de octubre                               | |
| Alemania                                         | Europa        | Boreal/Norte | Último domingo de marzo                       | Último domingo de octubre                               | |
| Andorra                                          | Europa        | Boreal/Norte | Último domingo de marzo                       | Último domingo de octubre                               | |
| Angola                                           | África        | -            | -                                             | -                                                       | No usa el horario de verano |
| Anguila (U.K.)                                   | Centroamérica | -            | -                                             | -                                                       | No usa el horario de verano |
| Antigua y Barbuda                                | Centroamérica | -            | -                                             | -                                                       | No usa el horario de verano |
| Aruba (P.B.)                                     | Sudamérica    | -            | -                                             | -                                                       | No usa el horario de verano |
| Arabia Saudita                                   | Asia          | -            | -                                             | -                                                       | No usa el horario de verano |
| Argelia                                          | África        | -            | -                                             | -                                                       | Lo usó en varias ocasiones entre 1916 y 1981. Desde entonces no ha vuelto a recurrir a esta medida. |
| Argentina                                        | Sudamérica    | -            | -                                             | -                                                       | Lo usó desde 1930, hasta el año 2009 |
| Armenia                                          | Europa        | -            | -                                             | -                                                       | Canceló el horario de verano en 2012 |
| Australia                                        | Oceanía       | Austral/Sur  | Primer domingo de octubre                     | Primer domingo de abril                                 | Victoria, Nueva Gales del Sur, Tasmania, Australia Meridional e Isla de Lord Howe |
| Austria                                          | Europa        | Boreal/Norte | Último domingo de marzo                       | Último domingo de octubre                               | |
| Azerbaiyán                                       | Europa        | -            | -                                             | -                                                       | Canceló el horario de verano en 2016 |
| Bahamas                                          | Norteamérica  | Boreal/Norte | Segundo domingo de marzo                      | Primer domingo de noviembre                             | |
| Baréin                                           | Asia          | -            | -                                             | -                                                       | No usa el horario de verano |
| Bangladés                                        | Asia          | -            | -                                             | -                                                       | Canceló el horario de verano en 2010 |
| Barbados                                         | Centroamérica | -            | -                                             | -                                                       | Lo usó de 1977 a 1980 |
| Bélgica                                          | Europa        | Boreal/Norte | Último domingo de marzo                       | Último domingo de octubre                               | |
| Belice                                           | Centroamérica | -            | -                                             | -                                                       | Lo usó de 1973 a 1983 |
| Benín                                            | África        | -            | -                                             | -                                                       | No usa el horario de verano |
| Bermudas (U.K.)                                  | Norteamérica  | Boreal/Norte | Segundo domingo de marzo                      | Primer domingo de noviembre                             | |
| Bután                                            | Asia          | -            | -                                             | -                                                       | No usa el horario de verano |
| Bielorrusia                                      | Europa        | -            | -                                             | -                                                       | Canceló el horario de verano en 2011 |
| Birmania                                         | Asia          | -            | -                                             | -                                                       | No usa el horario de verano |
| Bolivia                                          | Sudamérica    | -            | -                                             | -                                                       | Lo usó de 1931 a 1932 |
| Bonaire (P.B.)                                   | Sudamérica    | -            | -                                             | -                                                       | No usa el horario de verano |
| Bosnia y Herzegovina                             | Europa        | Boreal/Norte | Último domingo de marzo                       | Último domingo de octubre                               | |
| Botsuana                                         | África        | -            | -                                             | -                                                       | Lo usó de 1943 a 1944 |
| Brasil                                           | Sudamérica    | -            | -                                             | -                                                       | Canceló el horario de verano en 2019, se solía extender una semana si coincide con el Carnaval. Solamente se usó el horario de verano en el sur y centro del país (los estados del São Paulo, Río de Janeiro, Espírito Santo, Minas Gerais, Goiás, Mato Grosso, Mato Grosso del Sur, Santa Catarina, Río Grande del Sur, y Parana, y el Distrito Federal). |
| Brunéi                                           | Asia          | -            | -                                             | -                                                       | No usa el horario de verano |
| Bulgaria                                         | Europa        | Boreal/Norte | Último domingo de marzo                       | Último domingo de octubre                               | |
| Burkina Faso                                     | África        | -            | -                                             | -                                                       | No usa el horario de verano |
| Burundi                                          | África        | -            | -                                             | -                                                       | No usa el horario de verano |
| Cabo Verde                                       | África        | -            | -                                             | -                                                       | Lo usó de 1942 a 1945. |
| Camboya                                          | Asia          | -            | -                                             | -                                                       | No usa el horario de verano |
| Camerún                                          | África        | -            | -                                             | -                                                       | No usa el horario de verano |
| Canadá                                           | Norteamérica  | Boreal/Norte | Segundo domingo de marzo                      | Primer domingo de noviembre                             | Saskatchewan, y áreas de la Columbia Británica, Ontario, Nunavut y Quebec, no usan horario de verano. |
| Chad                                             | África        | -            | -                                             | -                                                       | Lo usó de 1979 a 1980. |
| Chile                                            | Sudamérica    | Austral/Sur  | Primer sábado de septiembre                   | Primer sábado de abril                                  | En uso entre noviembre y marzo en 1968 y 1969, desde octubre a partir de 1970. Tras el terremoto de 2010, desde ese año hasta 2014 el fin del horario de verano se pospone hasta abril. Tras mantenerlo durante todo 2015, en 2016 se reintrodujo el horario estándar entre mayo y agosto, volviendo a usarse entre abril y septiembre a partir de 2019. La región de Magallanes usa el horario de verano permanentemente desde diciembre de 2016 y la región de Aysén desde marzo de 2025. |
| China                                            | Asia          | -            | -                                             | -                                                       | Lo usó de 1940 a 1991. |
| Chipre                                           | Asia          | Boreal/Norte | Último domingo de marzo                       | Último domingo de octubre                               | Chipre del Norte canceló el horario de verano el 13 de septiembre de 2016, y lo reintrodujo el 25 de marzo de 2018, a las 3:00. |
| Ciudad del Vaticano                              | Europa        | Boreal/Norte | Último domingo de marzo                       | Último domingo de octubre                               | |
| Colombia                                         | Sudamérica    | -            | -                                             | -                                                       | Utilizó el horario de verano entre 1992 y 1993; desde entonces no ha vuelto a recurrir a esta medida. |
| Comoras                                          | África        | -            | -                                             | -                                                       | No usa el horario de verano |
| Congo                                            | África        | -            | -                                             | -                                                       | No usa el horario de verano |
| Corea del Norte                                  | Asia          | -            | -                                             | -                                                       | No usa el horario de verano |
| Corea del Sur                                    | Asia          | -            | -                                             | -                                                       | Canceló el horario de verano en 1988 |
| Costa de Marfil                                  | África        | -            | -                                             | -                                                       | No usa el horario de verano |
| Costa Rica                                       | Centroamérica | -            | -                                             | -                                                       | Lo empleó entre 1954, 1979, 1980, 1991 y 1992; desde entonces no ha vuelto a recurrir a esta medida. |
| Croacia                                          | Europa        | Boreal/Norte | Último domingo de marzo                       | Último domingo de octubre                               | |
| Cuba                                             | Centroamérica | Boreal/Norte | Segundo domingo de marzo                      | Primer domingo de noviembre                             | |
| Curazao (P.B.)                                   | Sudamérica    | -            | -                                             | -                                                       | No usa el horario de verano |
| Dinamarca                                        | Europa        | Boreal/Norte | Último domingo de marzo                       | Último domingo de octubre                               | |
| Dominica                                         | Centroamérica | -            | -                                             | -                                                       | No usa el horario de verano |
| Ecuador                                          | Sudamérica    | -            | -                                             | -                                                       | Usó el horario de verano entre 1992 y 1993; desde entonces no ha vuelto a recurrir a esta medida. |
| Egipto                                           | África        | Boreal/Norte | Último viernes de abril                       | Último jueves de octubre                                | Canceló el horario de verano en 2011 y lo reintrodujo en 2014; cancelándolo de nuevo en 2015 y reintroduciéndolo nuevamente en 2023. |
| El Salvador                                      | Centroamérica | -            | -                                             | -                                                       | Lo empleó entre 1987 y 1988, desde entonces no se ha vuelto a recurrir a esta medida. |
| Emiratos Árabes Unidos                           | Asia          | -            | -                                             | -                                                       | No usa el horario de verano |
| Eritrea                                          | África        | -            | -                                             | -                                                       | No usa el horario de verano |
| Eslovaquia                                       | Europa        | Boreal/Norte | Último domingo de marzo                       | Último domingo de octubre                               | |
| Eslovenia                                        | Europa        | Boreal/Norte | Último domingo de marzo                       | Último domingo de octubre                               | |
| España                                           | Europa        | Boreal/Norte | Último domingo de marzo                       | Último domingo de octubre                               | Una hora menos para las Islas Canarias. |
| Estados Unidos                                   | Norteamérica  | Boreal/Norte | Segundo domingo de marzo                      | Primer domingo de noviembre                             | Los estados de Arizona y Hawái no usan horario de verano. La Nación Navajo, que tiene una porción en el noreste de Arizona, usa el horario del verano. |
| Estonia                                          | Europa        | Boreal/Norte | Último domingo de marzo                       | Último domingo de octubre                               | |
| Etiopía                                          | África        | -            | -                                             | -                                                       | No usa el horario de verano |
| Fiyi                                             | Oceanía       | -            | -                                             | -                                                       | No usa el horario de verano |
| Filipinas                                        | Asia          | -            | -                                             | -                                                       | Lo usó en varias ocasiones entre 1936 y 1990. Desde entonces no ha vuelto a recurrir a esta medida. |
| Finlandia                                        | Europa        | Boreal/Norte | Último domingo de marzo                       | Último domingo de octubre                               | |
| Francia                                          | Europa        | Boreal/Norte | Último domingo de marzo                       | Último domingo de octubre                               | |
| Gabón                                            | África        | -            | -                                             | -                                                       | No usa el horario de verano |
| Gambia                                           | África        | -            | -                                             | -                                                       | No usa el horario de verano |
| Georgia                                          | Europa        | -            | -                                             | -                                                       | Canceló el horario de verano en 2005. |
| Ghana                                            | África        | -            | -                                             | -                                                       | Lo utilizó de 1936 a 1942; desde entonces no se ha vuelto a recurrir a esta medida. |
| Granada                                          | Centroamérica | -            | -                                             | -                                                       | No usa el horario de verano |
| Grecia                                           | Europa        | Boreal/Norte | Último domingo de marzo                       | Último domingo de octubre                               | |
| Groenlandia                                      | Norteamérica  | Boreal/Norte | Último domingo de marzo                       | Último domingo de octubre                               | Qaanaaq usa las normas del horario de verano de Estados Unidos y Canadá. El área de Danmarkshavn no usa el horario de verano. |
| Guernsey (U.K.)                                  | Europa        | Boreal/Norte | Último domingo de marzo                       | Último domingo de octubre                               | |
| Guatemala                                        | Centroamérica | -            | -                                             | -                                                       | Lo empleó en varias ocasiones entre 1973 y 2006; desde ese entonces no se ha vuelto a utilizar esta medida. |
| Guinea                                           | África        | -            | -                                             | -                                                       | No usa el horario de verano |
| Guinea-Bisáu                                     | África        | -            | -                                             | -                                                       | No usa el horario de verano |
| Guinea Ecuatorial                                | África        | -            | -                                             | -                                                       | No usa el horario de verano |
| Guyana                                           | Sudamérica    | -            | -                                             | -                                                       | No usa el horario de verano |
| Guam (U.S.A.)                                    | Oceanía       | -            | -                                             | -                                                       | Canceló el horario de verano en 2007 |
| Guadalupe (FR.)                                  | Centroamérica | -            | -                                             | -                                                       | No usa el horario de verano |
| Guayana Francesa (FR.)                           | Sudamérica    | -            | -                                             | -                                                       | No usa el horario de verano |
| Haití                                            | Centroamérica | Boreal/Norte | Segundo domingo de marzo                      | Primer domingo de noviembre                             | Utilizó el horario de verano desde 2012 hasta 2015. Sin embargo, volvió a introducirlo en 2017. |
| Honduras                                         | Centroamérica | -            | -                                             | -                                                       | Lo empleó entre 1987 y 1988 y luego en 2006; desde entonces no se ha vuelto a aplicar esta medida. |
| Hong Kong (China)                                | Asia          | -            | -                                             | -                                                       | Lo utilizó en varias ocasiones entre 1941 y 1979; desde entonces no lo volvió a aplicar. |
| Hungría                                          | Europa        | Boreal/Norte | Último domingo de marzo                       | Último domingo de octubre                               | |
| India                                            | Asia          | -            | -                                             | -                                                       | Lo emplea entre 1941 y 1945; desde entonces no lo ha vuelto a aplicar. |
| Indonesia                                        | Asia          | -            | -                                             | -                                                       | No usa el horario de verano |
| Irak                                             | Asia          | -            | -                                             | -                                                       | Usado desde 1982 al 2007; desde entonces no ha vuelto a aplicar esta medida. |
| Irán                                             | Asia          | Boreal/Norte | -                                             | -                                                       | Canceló el horario de verano en 2022 |
| Irlanda                                          | Europa        | Boreal/Norte | Último domingo de marzo                       | Último domingo de octubre                               | |
| Islandia                                         | Europa        | -            | -                                             | -                                                       | Lo usó en varias ocasiones entre 1917 y 1968, desde entonces no ha vuelto a recurrir a esta medida. |
| Isla de Man (U.K.)                               | Europa        | -            | Último domingo de marzo                       | Último domingo de octubre                               | |
| Isla de Navidad (AUS.)                           | Asia          | -            | -                                             | -                                                       | No usa el horario de verano |
| Islas Caimán (U.K.)                              | Centroamérica | -            | -                                             | -                                                       | No usa el horario de verano |
| Islas Cocos (AUS.)                               | Asia          | -            | -                                             | -                                                       | No usa el horario de verano |
| Islas Cook (N.Z.)                                | Oceanía       | -            | -                                             | -                                                       | Canceló el horario de verano en 1991 |
| Islas Feroe (DIN.)                               | Europa        | Boreal/Norte | Último domingo de marzo                       | Último domingo de octubre                               | |
| Islas Georgias del Sur (U.K.)                    | Antártida     | -            | -                                             | -                                                       | No usa el horario de verano |
| Islas Heard y McDonald (AUS.)                    | Antártida     | -            | -                                             | -                                                       | No usa el horario de verano |
| Islas Malvinas (U.K.)                            | Sudamérica    | -            | -                                             | -                                                       | Está en horario de verano permanente desde 2011 |
| Islas Marianas (U.S.A.)                          | Oceanía       | -            | -                                             | -                                                       | No usa el horario de verano |
| Islas Marshall                                   | Oceanía       | -            | -                                             | -                                                       | No usa el horario de verano |
| Islas Midway (U.S.A.)                            | Oceanía       | -            | -                                             | -                                                       | Únicamente lo utilizó en 1956, desde entonces no ha vuelto a aplicar esta medida |
| Islas Pitcairn (U.K.)                            | Oceanía       | -            | -                                             | -                                                       | No usa el horario de verano |
| Islas Salomón                                    | Oceanía       | -            | -                                             | -                                                       | No usa el horario de verano |
| Islas Sandwich del Sur (U.K.)                    | Antártida     | -            | -                                             | -                                                       | No usa el horario de verano |
| Islas Vírgenes Británicas (U.K.)                 | Centroamérica | -            | -                                             | -                                                       | No usa el horario de verano |
| Islas Vírgenes de los Estados Unidos (U.S.A.)    | Centroamérica | -            | -                                             | -                                                       | No usa el horario de verano |
| Israel                                           | Asia          | Boreal/Norte | Viernes previo al último domingo de marzo     | Último domingo de octubre                               | |
| Italia                                           | Europa        | Boreal/Norte | Último domingo de marzo                       | Último domingo de octubre                               | |
| Jamaica                                          | Centroamérica | -            | -                                             | -                                                       | Lo utilizó de 1974 a 1983; desde entonces no ha vuelto a recurrir a esta medida. |
| Japón                                            | Asia          | -            | -                                             | -                                                       | Lo utilizó entre 1948 y 1951; desde entonces no ha vuelto a usar esta medida. |
| Jersey (U.K.)                                    | Europa        | Boreal/Norte | Último domingo de marzo                       | Último domingo de octubre                               | |
| Jordania                                         | Asia          | Boreal/Norte | -                                             | -                                                       | Canceló el horario de verano en 2012, haciéndolo permanente. En 2013, reintrodujo el horario estándar, para en 2014 volver a utilizarlo con normalidad. Canceló el horario de verano en 2022, haciéndolo permanente. |
| Kazajistán                                       | Asia          | -            | -                                             | -                                                       | Lo utilizó de 1981 al 2004; desde entonces no ha vuelto a usar esta medida. |
| Kenia                                            | África        | -            | -                                             | -                                                       | No usa el horario de verano |
| Kirguistán                                       | Asia          | -            | -                                             | -                                                       | Lo utilizó de 1981 al 2005; desde entonces no ha vuelto a usar esta medida. |
| Kiribati                                         | Oceanía       |              | -                                             | -                                                       | No usa el horario de verano |
| Kosovo                                           | Europa        | Boreal/Norte | Último domingo de marzo                       | Último domingo de octubre                               | |
| Kuwait                                           | Asia          | -            | -                                             | -                                                       | No usa el horario de verano |
| Laos                                             | Asia          | -            | -                                             | -                                                       | No usa el horario de verano |
| Lesoto                                           | África        | -            | -                                             | -                                                       | Lo utilizó de 1943 a 1944; desde entonces no ha vuelto a usar esta medida. |
| Letonia                                          | Europa        | Boreal/Norte | Último domingo de marzo                       | Último domingo de octubre                               | |
| Líbano                                           | Asia          | Boreal/Norte | Último jueves de marzo                        | Último domingo de octubre                               | |
| Liberia                                          | África        | -            | -                                             | -                                                       | No usa el horario de verano |
| Libia                                            | África        | -            | -                                             | -                                                       | Utilizó el horario de verano en varias ocasiones entre 1951 y 2013, desde entonces no ha vuelto a usar esta medida. |
| Liechtenstein                                    | Europa        | Boreal/Norte | Último domingo de marzo                       | Último domingo de octubre                               | |
| Lituania                                         | Europa        | Boreal/Norte | Último domingo de marzo                       | Último domingo de octubre                               | |
| Luxemburgo                                       | Europa        | Boreal/Norte | Último domingo de marzo                       | Último domingo de octubre                               | |
| Macao (China)                                    | Asia          | -            | -                                             | -                                                       | Lo utilizó de 1941 a 1979. |
| Macedonia del Norte                              | Europa        | Boreal/Norte | Último domingo de marzo                       | Último domingo de octubre                               | |
| Madagascar                                       | África        | -            | -                                             | -                                                       | Lo utilizó solamente en 1954. |
| Malaui                                           | África        | -            | -                                             | -                                                       | No usa el horario de verano |
| Malasia                                          | Asia          | -            | -                                             | -                                                       | Lo utilizó en 1933 a 1936. |
| Maldivas                                         | Asia          | -            | -                                             | -                                                       | No usa el horario de verano |
| Malí                                             | África        | -            | -                                             | -                                                       | No usa el horario de verano |
| Malta                                            | Europa        | Boreal/Norte | Último domingo de marzo                       | Último domingo de octubre                               | |
| Marruecos                                        | África        | Boreal/Norte | Domingo antes del inicio del mes del Ramadán  | Domingo después del final del mes del Ramadán           | Canceló el horario de verano en 2018, se interrumpía durante el mes de Ramadán, desde entonces sólo hace cambio de horario durante el mes del Ramadán, pero no es considerado un horario estacional como tal ya que está en horario de verano permanente. |
| Martinica (FR.)                                  | Centroamérica | -            | -                                             | -                                                       | Lo utilizó solamente en 1980. |
| Mauricio                                         | África        | -            | -                                             | -                                                       | Lo usó en 1982 y luego en 2008; desde entonces no se ha vuelto a aplicar esta medida. |
| Mauritania                                       | África        | -            | -                                             | -                                                       | No usa el horario de verano |
| México                                           | Norteamérica  | -            | -                                             | -                                                       | Canceló el horario de verano en 2022. Las ciudades de la frontera norte utilizan las normas del horario de verano de Estados Unidos. El 26 de octubre de 2022 el Senado ratificó la eliminación del horario de verano para el 30 de octubre de dicho año. |
| Micronesia                                       | Oceanía       | -            | -                                             | -                                                       | No usa el horario de verano |
| Moldavia                                         | Europa        | Boreal/Norte | Último domingo de marzo                       | Último domingo de octubre                               | |
| Mónaco                                           | Europa        | Boreal/Norte | Último domingo de marzo                       | Último domingo de octubre                               | |
| Mongolia                                         | Asia          | -            | -                                             | -                                                       | Canceló el horario de verano en 2017 |
| Montserrat (U.K.)                                | Centroamérica | -            | -                                             | -                                                       | No usa el horario de verano |
| Montenegro                                       | Europa        | Boreal/Norte | Último domingo de marzo                       | Último domingo de octubre                               | |
| Mozambique                                       | África        | -            | -                                             | -                                                       | No usa el horario de verano |
| Namibia                                          | África        | -            | -                                             | -                                                       | Canceló el horario de verano en 2017 |
| Nauru                                            | Oceanía       | -            | -                                             | -                                                       | No usa el horario de verano |
| Nepal                                            | Asia          | -            | -                                             | -                                                       | No usa el horario de verano |
| Nicaragua                                        | Centroamérica | -            | -                                             | -                                                       | Lo utilizó en varias ocasiones entre 1973 y 2006; desde entonces no ha vuelto a recurrir a esta medida. |
| Níger                                            | África        | -            | -                                             | -                                                       | No usa el horario de verano |
| Nigeria                                          | África        | -            | -                                             | -                                                       | No usa el horario de verano |
| Niue (N.Z.)                                      | Oceanía       | -            | -                                             | -                                                       | No usa el horario de verano |
| Noruega                                          | Europa        | Boreal/Norte | Último domingo de marzo                       | Último domingo de octubre                               | |
| Nueva Caledonia (FR.)                            | Oceanía       | -            | -                                             | -                                                       | Canceló el horario de verano en 1997 |
| Nueva Zelanda                                    | Oceanía       | Austral/Sur  | Último domingo de septiembre                  | Primer domingo de abril                                 | |
| Omán                                             | Asia          | -            | -                                             | -                                                       | No usa el horario de verano |
| Países Bajos                                     | Europa        | Boreal/Norte | Último domingo de marzo                       | Último domingo de octubre                               | |
| Pakistán                                         | Asia          | -            | -                                             | -                                                       | Lo utilizó en varias ocasiones, entre 1942 y 2009; desde entonces no ha vuelto a recurrir a esta medida. |
| Palaos                                           | Oceanía       | -            | -                                             | -                                                       | No usa el horario de verano |
| Palestina                                        | Asia          | Boreal/Norte | Último sábado de abril                        | Sábado anterior al último domingo de octubre            | |
| Panamá                                           | Centroamérica | -            | -                                             | -                                                       | No usa el horario de verano |
| Papúa Nueva Guinea                               | Oceanía       | -            | -                                             | -                                                       | No usa el horario de verano |
| Paraguay                                         | Sudamérica    | -            | -                                             | -                                                       | Canceló el horario de verano en 2024, haciéndolo permanente. |
| Perú                                             | Sudamérica    | -            | -                                             | -                                                       | Lo utilizó en varias ocasiones entre 1938 y 1994; desde entonces no ha vuelto a recurrir a esta medida. |
| Polinesia Francesa (FR.)                         | Oceanía       | -            | -                                             | -                                                       | No usa el horario de verano |
| Polonia                                          | Europa        | Boreal/Norte | Último domingo de marzo                       | Último domingo de octubre                               | |
| Portugal                                         | Europa        | Boreal/Norte | Último domingo de marzo                       | Último domingo de octubre                               | |
| Puerto Rico (U.S.A.)                             | Centroamérica | -            | -                                             | -                                                       | Lo utilizó de 1942 a 1945. |
| Catar                                            | Asia          | -            | -                                             | -                                                       | No usa el horario de verano |
| Reino Unido                                      | Europa        | Boreal/Norte | Último domingo de marzo                       | Último domingo de octubre                               | |
| República Centroafricana                         | África        | -            | -                                             | -                                                       | No usa el horario de verano |
| República Democrática del Congo                  | África        | -            | -                                             | -                                                       | No usa el horario de verano |
| República Checa                                  | Europa        | Boreal/Norte | Último domingo de marzo                       | Último domingo de octubre                               | |
| República Dominicana                             | Centroamérica | -            | -                                             | -                                                       | Canceló el horario de verano en 1974 |
| Ruanda                                           | África        | -            | -                                             | -                                                       | No usa el horario de verano |
| Rumania                                          | Europa        | Boreal/Norte | Último domingo de marzo                       | Último domingo de octubre                               | |
| Rusia                                            | Asia/Europa   | -            | -                                             | -                                                       | Lo utilizó en varias ocasiones, entre 1916 y 2010; pasando a horario de verano permanente en 2011 y regresando al estándar en 2014. Desde entonces no ha vuelto a recurrir a esta medida. |
| Isla de Saba (Países Bajos)                      | Centroamérica | -            | -                                             | -                                                       | No usa el horario de verano |
| Sahara Occidental                                | África        | Boreal/Norte | Domingo anterior al inicio al mes del Ramadán | Domingo siguiente después del final del mes del Ramadán | Canceló el horario de verano en 2018 y se interrumpía durante el Ramadán. Solo las zonas controladas por Marruecos usan el horario de verano. |
| San Cristóbal y Nieves                           | Centroamérica | -            | -                                             | -                                                       | No usa el horario de verano |
| Samoa                                            | Oceanía       | Austral/Sur  | -                                             | -                                                       | No usa el horario de verano |
| Samoa Americana (U.S.A.)                         | Oceanía       | -            | -                                             | -                                                       | No usa el horario de verano |
| San Bartolomé (FR.)                              | Centroamérica | -            | -                                             | -                                                       | No usa el horario de verano |
| San Eustaquio (P.B.)                             | Centroamérica | -            | -                                             | -                                                       | No usa el horario de verano |
| San Marino                                       | Europa        | Boreal/Norte | Último domingo de marzo                       | Último domingo de octubre                               | |
| San Martín (FR.)                                 | Centroamérica | -            | -                                             | -                                                       | No usa el horario de verano |
| San Pedro y Miquelón (F.R.)                      | Norteamérica  | Boreal/Norte | Segundo domingo de marzo                      | Primer domingo de noviembre                             | |
| San Vicente y las Granadinas                     | Centroamérica | -            | -                                             | -                                                       | No usa el horario de verano |
| Santa Elena, Ascensión y Tristán de Acuña (U.K.) | África        | -            | -                                             | -                                                       | No usa el horario de verano |
| Santa Lucía                                      | Centroamérica | -            | -                                             | -                                                       | No usa el horario de verano |
| Santo Tomé y Príncipe                            | África        | -            | -                                             | -                                                       | No usa el horario de verano |
| Senegal                                          | África        | -            | -                                             | -                                                       | No usa el horario de verano |
| Serbia                                           | Europa        | Boreal/Norte | Último domingo de marzo                       | Último domingo de octubre                               | |
| Seychelles                                       | África        | -            | -                                             | -                                                       | No usa el horario de verano |
| Sierra Leona                                     | África        | -            | -                                             | -                                                       | Lo utilizó en varias ocasiones, entre 1935 y 1962; desde entonces no ha vuelto a recurrir a esta medida. |
| Singapur                                         | Asia          | -            | -                                             | -                                                       | Lo utilizó en varias ocasiones, entre 1933 y 1936; desde entonces no ha vuelto a recurrir a esta medida. |
| Sint Maarten (P.B.)                              | Centroamérica | -            | -                                             | -                                                       | No usa el horario de verano |
| Siria                                            | Asia          | Boreal/Norte | -                                             | -                                                       | Canceló el horario de verano en 2022 |
| Somalia                                          | África        | -            | -                                             | -                                                       | No usa el horario de verano |
| Sri Lanka                                        | Asia          | -            | -                                             | -                                                       | Lo utilizó en varias ocasiones, entre 1942 y 2006; desde entonces no ha vuelto a recurrir a esta medida. |
| Sudáfrica                                        | África        | -            | -                                             | -                                                       | Lo usó de 1942 a 1944. |
| Sudán                                            | África        | -            | -                                             | -                                                       | Lo utilizó de 1970 a 1985; desde entonces no ha vuelto a recurrir a esta medida. |
| Sudán del Sur                                    | África        | -            | -                                             | -                                                       | Lo usó de 1970 a 1985, cuando era parte de Sudán |
| Suecia                                           | Europa        | Boreal/Norte | Último domingo de marzo                       | Último domingo de octubre                               | |
| Suiza                                            | Europa        | Boreal/Norte | Último domingo de marzo                       | Último domingo de octubre                               | |
| Surinam                                          | Sudamérica    | -            | -                                             | -                                                       | No usa el horario de verano |
| Suazilandia                                      | África        | -            | -                                             | -                                                       | No usa el horario de verano |
| Tayikistán                                       | Asia          | -            | -                                             | -                                                       | Lo utilizó de 1981 a 1991; desde entonces no ha vuelto a recurrir a esta medida. |
| Tailandia                                        | Asia          | -            | -                                             | -                                                       | No usa el horario de verano |
| Taiwán                                           | Asia          | -            | -                                             | -                                                       | Lo utilizó en varias ocasiones entre 1945 a 1979, desde entonces no ha vuelto a recurrir a esta medida. |
| Tanzania                                         | África        | -            | -                                             | -                                                       | No usa el horario de verano |
| Tierras Australes y Antárticas Francesas (FR.)   | Antártida     | -            | -                                             | -                                                       | No usa el horario de verano |
| Timor Oriental                                   | Asia          | -            | -                                             | -                                                       | No usa el horario de verano |
| Tokelau (N.Z.)                                   | Oceanía       | -            | -                                             | -                                                       | No usa el horario de verano |
| Togo                                             | África        | -            | -                                             | -                                                       | No usa el horario de verano |
| Tonga                                            | Oceanía       | -            | -                                             | -                                                       | Canceló el horario de verano en 2017, luego de haberlo reintroducido en 2016. Se había utilizado previamente entre 1999 a 2002. |
| Trinidad y Tobago                                | Sudamérica    | -            | -                                             | -                                                       | No usa el horario de verano |
| Túnez                                            | África        | -            | -                                             | -                                                       | Lo utilizó en varias ocasiones, entre 1939 y 2008; desde entonces no ha vuelto a recurrir a esta medida. |
| Turkmenistán                                     | Asia          | -            | -                                             | -                                                       | Lo utilizó de 1981 a 1991; desde entonces no ha vuelto a recurrir a esta medida. |
| Turquía                                          | Asia/Europa   | -            | -                                             | -                                                       | Canceló el horario de verano en 2016 |
| Tuvalu                                           | Oceanía       | -            | -                                             | -                                                       | No usa el horario de verano |
| Islas Turcas y Caicos (U.K.)                     | Centroamérica | Boreal/Norte | Segundo domingo de marzo                      | Primer domingo de noviembre                             | Canceló el horario de verano en 2015, pero lo reintrodujo en 2018. |
| Ucrania                                          | Europa        | Boreal/Norte | Último domingo de marzo                       | Último domingo de octubre                               | Crimea (reunificada con Rusia el 18 de marzo de 2014) adoptó el huso horario UTC +3 el 26 de octubre de 2014, y no utiliza el horario de verano desde entonces. |
| Uganda                                           | África        | -            | -                                             | -                                                       | No usa el horario de verano |
| Uruguay                                          | Sudamérica    | -            | -                                             | -                                                       | Canceló el horario de verano en junio de 2015 |
| Uzbekistán                                       | Asia          | -            | -                                             | -                                                       | Canceló el horario de verano en 1991 |
| Vanuatu                                          | Oceanía       | -            | -                                             | -                                                       | Canceló el horario de verano en 1993 |
| Venezuela                                        | Sudamérica    | -            | -                                             | -                                                       | No usa el horario de verano |
| Vietnam                                          | Asia          | -            | -                                             | -                                                       | No usa el horario de verano |
| Wallis y Futuna (FR.)                            | Oceanía       | -            | -                                             | -                                                       | No usa el horario de verano |
| Yemen                                            | Asia          | -            | -                                             | -                                                       | No usa el horario de verano |
| Yibuti                                           | África        | -            | -                                             | -                                                       | No usa el horario de verano |
| Zambia                                           | África        | -            | -                                             | -                                                       | No usa el horario de verano |
| Zimbabue                                         | África        | -            | -                                             | -                                                       | No usa el horario de verano |

## Detalles del horario de verano en países americanos

### Argentina
Desde 2010 Argentina usa como hora oficial el UTC-3 todo el año en todo el territorio. El mismo que Uruguay y el este de Brasil.  
Geográficamente el país se extiende por las longitudes correspondientes a los husos horarios UTC -4 o UTC -5. 
Argentina adhiere a la Convención Internacional del Huso Horario en 1920 y en ese momento se adoptó como hora oficial el huso horario UTC-4, el huso donde está ubicada Buenos Aires. Esto se mantendría hasta principios de la década del 40 momento en el que comienza una transición que dura hasta 1969. Durante esta transición la hora oficial (o de invierno) es UTC-4 unos años y otros, UTC-3. Desde 1970 la hora oficial (o de invierno) es UTC-3, situación que se mantiene hasta hoy.  
Argentina ha usado el horario de verano en poco menos del 30% de los años desde 1920 a 2020. A veces durante 10 años, a veces solo un verano. En cada momento, el horario de verano implica adoptar como huso horario, el ubicado más al este. Hasta 1969 el horario de verano era UTC-3. Desde 1974, es UTC-2. La primera vez que se usa el horario de verano es durante la década de 1930, se usa por toda la década durante la cual se cambiaba la hora por 4 meses. En la década de 1960, destaca un largo retorno de 9 años del horario de verano. Esta vez el periodo de horario cambiado se extiende por 5 o 6 meses. En enero de 1974 se aplica por primera vez UTC-2 como horario de verano, pero solo por los 3 meses de ese verano. Entre fines de la década de 1980 y comienzos de la de 1990, e iniciada en el marco de una crisis eléctrica, vuelve el horario de verano con el esquema de 1974. La última vez que se retoma el horario de verano es en los años 2008 y 2009, esta vez, incluso con diferencias de horario entre provincias. Pero para marzo de 2010, todo el territorio vuelve al UTC-3 todo el año.

### Belice
En Belice se adoptó el horario de verano por primera vez en su historia en 1918, pasando de UTC -6 a UTC -5:30, y así estuvo conformado el horario de verano hasta 1973, cuando se decidió aplicarlo de UTC -6 a UTC -5, y así se conformó hasta 1983, año en que se dejó de utilizar el horario de verano como medida de ahorro energético. Actualmente, Belice está en UTC -6 durante todo el año.

### Bolivia
En Bolivia se adoptó por primera vez el horario de verano en octubre de 1931, pasando de UTC −4:30 (el huso horario oficial de aquel entonces) a UTC −3:30. Así se mantuvo hasta el 20 de marzo de 1932, cuando a las 0:00 se retrasó solamente media hora, cambiando su huso horario oficial, de UTC −4:30 a UTC −4 (este último vigente hasta la actualidad). Desde este entonces nunca más se utilizó el horario de verano.
El 1 de septiembre de 2011, Bolivia iba a implementar por segunda vez en su historia el horario de verano, pasando de UTC −4 a UTC −3, pero sus habitantes se opusieron a la medida, ya que tocaba "madrugar más". Aun así, Roberto Peredo (Viceministro de Hidrocarburos y Energía de Bolivia) dijo que el horario de verano en septiembre fue un intento fallido, pero que probablemente saldría un decreto donde se implementaría el horario de verano (de septiembre a marzo de cada año). José Luis Gutiérrez (ministro de Hidrocarburos y Energía) afirmó con mensajes contradictorios que el 80% de la población estaba de acuerdo con el horario de verano en Bolivia. Actualmente, está cancelado el uso del horario de verano, pues se dijo que empezaría el 1 de septiembre de 2011, y luego el 1 de octubre de 2011; sin embargo, el ministro de Hidrocarburos y Energía declaró que en 2011 no se aplicará el horario de verano. Además, él informó el 30 de septiembre de 2011 que el cambio de huso horario, con una hora de adelanto, recién se aplicará el 2012, debido a que "falta concientizar" a la población boliviana, ya que esta medida se implementará por primera vez en la historia de Bolivia para la generación actual, y por segunda vez en la historia de Bolivia para los que vivieron la medida en 1931. Así, el 1 de diciembre de 2011 se afirma que la propuesta de usar el horario de verano en Bolivia queda postergada, y que en 2012 posiblemente podría aplicarse dicha medida. Sin embargo, el gobierno boliviano estableció seguir con su huso horario oficial (UTC −4) sin horario de verano para cada año.

### Brasil
Brasil adoptó el horario de verano en 1931, pero hoy, solamente las regiones centro-oeste, sur y sudeste lo utilizan.
La aplicación del horario de verano se decidía por decreto presidencial anual. En el período 2008/2009, el horario de verano inició el domingo 19 de octubre a las 00:00 horas, y finalizó el sábado 14 de febrero a las 23:00 horas. Los estados que lo aplicaron fueron: Río Grande del Sur, Santa Catarina, Paraná, San Pablo, Río de Janeiro, Espíritu Santo, Minas Generales, Goiás, Mato Grosso del Sur, Mato Grosso y Distrito Federal.
A partir del 2018, el gobierno de Brasil estableció la fecha fija para el comienzo y el final del horario de verano: desde el primer domingo de noviembre, a las 00:00 horas, hasta el tercer o segundo sabado de febrero del año siguiente, a las 00:00 horas. Esta orden fue creada con una excepción: si el tercer o segundo sábado  del mes de febrero se produjere cerca de la fiesta de carnaval, el horario de verano se aplazará hasta el sábado  siguiente.
El horario de verano en los estados del centro-oeste, sur y sudeste de Brasil, en el 2018-2019, va del 4 de noviembre al 16 de febrero, tomando en cuenta la excepción anteriormente mencionada. En 2019, después de que estudios indicaran la disminución de la eficacia del horario de verano en la reducción del consumo de energía eléctrica, en el 2019 gobierno federal decidió dejar de usar el horario.

### Chile
Geográficamente, a Chile le corresponde como hora estándar la perteneciente a la zona (huso horario) UTC −5; sin embargo, por conveniencia para el país, se adoptó como hora estándar aquella de la zona UTC −4.
El 1 de marzo de 1894, la primera señal horaria oficial comenzó a operar en Valparaíso, a 4 horas 46 minutos y 36 segundos menos respecto a la hora de Greenwich. En 1903 comenzó a operar otra señal horaria oficial en Coquimbo, que estaba sincronizada a 4 horas 45 minutos y 20,7 segundos menos con respecto a Greenwich. El 10 de enero de 1910, Chile adoptó el UTC −5 como su hora oficial. Posteriormente, el 1 de julio de 1916, la hora oficial se fijó según la hora del meridiano del observatorio Astronómico de la Quinta Normal de Santiago —es decir, a 4 horas, 42 minutos y 46,3 segundos menos con respecto a Greenwich—. Más tarde, el 10 de septiembre de 1918, se adoptó el UTC −4 como hora estándar.
Mediante la ley 8522, de 1946, se estableció que la hora oficial para toda la República, desde el 1 de septiembre al 31 de marzo de cada año sería GMT -4, y se denominaría «hora de verano», y desde el 1 de abril al 31 de agosto sería GMT -5, y se denominaría «hora de invierno».
Posteriormente, por la ley 8777, de 1947, se dispuso que la hora oficial sería GMT -4, derogándose la ley 8522.
Durante la gran sequía de 1968, el gobierno de Eduardo Frei Montalva decidió implantar el huso horario de UTC −4 a UTC −3 (horario de verano).
Desde 1970, el cambio se llevó a cabo de la siguiente manera:
- El horario de verano se iniciaba el segundo domingo de octubre de cada año, cuando los relojes se adelantaban una hora. El cambio se realizaba a las 00:00.
- El horario de invierno se iniciaba el segundo domingo de marzo de cada año, cuando los relojes se retrasaban una hora. El cambio se realizaba a las 00:00.

El horario de verano se adelantó hasta en 3 semanas en 1988, con motivo del plebiscito del 5 de octubre de ese año, y durante las sequías de 1989 y 1998. Ese último año, los participantes del Encuentro Continental de Jóvenes efectuado en Chile, aprovecharon los beneficios del adelantamiento de dicho horario.
En 2008, debido a las sequías, el horario de verano se aplazó hasta el último domingo de marzo; lo mismo había ocurrido en las sequías de 1989, 1997 y 1999, pero en el caso de 1989, se cambió el horario en abril de 1990, debido a que la fecha coincidió con el cambio de mando presidencial entre Augusto Pinochet y Patricio Aylwin Azócar. Solamente en 1987, el cambio de hora se aplazó hasta el segundo domingo de abril, debido a la visita del papa Juan Pablo II, efectuada entre el 1 y el 5 de abril de ese año. En 2010, debido al gran terremoto que azotó al país a fines de febrero, se decidió aplazar el cambio de horario en tres semanas, es decir, al primer domingo de abril.
Durante los últimos años, varios sectores de la prensa chilena, especialmente el diario El Mercurio, han publicado editoriales contra el cambio de hora.[cita requerida]
En 2009-2010, el horario de verano en Chile insular y Chile continental se inició el 10 de octubre de 2009 y finalizó el 3 de abril de 2010, debido al terremoto ocurrido a fines de febrero de 2010.
Para 2011, el horario de verano debió finalizar el domingo 13 de marzo a las 00:00, pero por una fuerte sequía y ante la escasez energética, el Ministerio de Minería y Energía dijo que finalizaría el horario de verano el próximo 3 de abril de 2011 a las 00:00, pasando de UTC −3 a UTC −4. Sin embargo, el 28 de marzo de 2011, el biministro Laurence Golborne anunció un plan piloto para dicho año, donde se reducirá el horario de invierno, adjudicándole razones sociales, energéticas y de seguridad ciudadana. Por tanto, el horario de verano, que finalizó el 7 de mayo de 2011, inició nuevamente el 20 de agosto del mismo año y terminará el sábado 10 de marzo de 2012, volviendo así a UTC −4. Sin embargo, el horario de verano no terminó en marzo de 2012, sino el 28 de abril de dicho año.
El sábado 1 de septiembre de 2012, a las 23h 59min 59s, los relojes volvieron a adelantarse 60 minutos. Sin embargo, por nueva resolución, el horario de invierno comenzó a la medianoche del 27 de abril de 2013, cuando los relojes se retrasaron 60 minutos. El horario de verano 2013-2014 comenzó a las 23:59:59 del 7 de septiembre, adelantándose los relojes una hora (las 00:00 se convertirán en 01:00 del 8 de septiembre de 2013). Esta medida se mantuvo hasta las 23:59:59 del sábado 8 de marzo de 2014.
El 28 de enero de 2015, durante el segundo gobierno de Michelle Bachelet, se estableció la extensión del horario de verano (UTC-3) hasta marzo de 2017. Sin embargo, el día 13 de marzo de 2016 el gobierno decide dar pie atrás con dicha medida, y restablece el horario de invierno (UTC-4) durante tres meses, desde el segundo sábado de mayo hasta el segundo sábado de agosto.
En 2018 se presentó un plan que fijaría el huso horario en 5 meses para invierno y 7 para verano; esto comenzaba a regir desde el primer sábado de abril hasta el primer sábado de septiembre de cada año-
Por lo tanto, el horario de verano en Chile va desde las 00:00 del segundo domingo de agosto (adelantándose una hora), hasta las 00:00 del segundo domingo de mayo (atrasándose una hora). Para el periodo 2018-2019, va del domingo 12 de agosto, al domingo 12 de mayo.

### Colombia
Históricamente, Colombia solamente ha utilizado una vez horario de verano en su territorio. Entre 1992 y 1993 durante el gobierno de César Gaviria Trujillo, la reducción en las reservas de agua en los embalses, agravada por el fenómeno de El Niño, condujo a una crisis energética nacional que forzó a las autoridades a implementar una serie de apagones eléctricos programados que duraron más de un año. Para contrarrestar los efectos negativos de los cortes de energía eléctrica, el gobierno tomó la decisión de adelantar una hora los relojes en el país, pasando de UTC −5 a UTC −4 a la medianoche del 2 de mayo de 1992. La medida, conocida informalmente como "Hora Gaviria", duró nueve meses. Desde entonces, Colombia no ha vuelto a adoptar el horario de verano y mantiene su horario oficial: UTC −5. La hora legal de Colombia es mantenida y coordinada por el Instituto Nacional de Metrología.

### Costa Rica
En Costa Rica se adoptó por primera vez el horario de verano en 1979, pasando de UTC −6 a UTC −5. Desde este entonces se aplicó en 1980 (desde febrero hasta mayo), en 1991 (desde enero hasta junio) y en 1992 (desde enero hasta marzo) para ahorrar energía. A partir de entonces nunca más se empleó el horario de verano en Costa Rica, y actualmente está en su horario oficial: UTC −6.

### Cuba
Cuba ha adoptado el horario de verano por varias veces. La primera fue en 1928, pero desde allí se empezó a utilizar comúnmente, pasando de UTC −5 a UTC −4. Según las autoridades, "la aplicación del horario de verano constituye una medida de alta incidencia en el ahorro energético". Así lo afirmó la Unión Eléctrica (estatal).
El horario de verano inicia el segundo domingo de marzo, y finaliza el primer domingo de noviembre.
Cuba genera el 98% de su electricidad en termoeléctricas, que queman una parte importante de los 158 000 barriles diarios que consume la isla, 100 000 de ellos importados de Venezuela con facilidades de pago, y el resto de producción nacional. Nunca ha pagado esa deuda ni anticipos.
En 2011, muchos cubanos fueron interrogados por la televisión local sobre la aplicación del horario de verano, y muchos de los encuestados lamentaron tener que levantarse cuando aún está oscuro, pero otros celebraron que los días sean más largos para realizar deportes y actividades al aire libre.

### El Salvador
En El Salvador, la Comisión Ejecutiva Hidroeléctrica del Río Lempa (CEL) aplicó el horario de verano durante el periodo de mayo a septiembre de 1987, pasando de UTC −6 a UTC −5. Esta medida se aplicó para resolver un momento de crisis energética.
El cambio de hora produjo una reducción del 3,15% en la generación bruta; es decir, 25 106 728 kWh, y la demanda máxima se redujo en 6,62% en promedio; 7% en los días hábiles, 3,3% en los sábados, y casi 9% en los domingos. El ahorro en combustible fue notable en el periodo de mayo-junio, en el que se ahorraron 9 566 kWh, equivalentes a 1 471 715 galones de diésel, con un costo de 5,4 millones de colones.
Desde entonces nunca más se volvió a aplicar el horario de verano en aquel país, y su horario oficial y actual es el UTC −6.

### Guatemala
Guatemala empezó a usar horario de verano por primera vez en noviembre de 1973, pasando de UTC −6 a UTC −5. Así se mantuvo hasta 1974, cuando volvió a su hora oficial. Desde allí no se usó más el horario de verano hasta mayo de 1983, cuando se decidió aplicar el horario de verano hasta septiembre de ese mismo año, cuando volvió a su hora oficial. Nuevamente observó el horario de verano en marzo de 1991 hasta septiembre de ese mismo año. Por último, otra vez lo empleó desde abril hasta septiembre de 2006. Desde aquel entonces nunca más se volvió a aplicar, pues el presidente de aquella época (Óscar Berger) decidió cancelarlo, ya que no contraía medidas de seguridad, sino que el cambio de hora resultaba en amenaza para el país, pues hacía que madrugaran más los ciudadanos.
En la actualidad Guatemala está en su horario oficial: UTC −6.

### Honduras
En Honduras se utilizó el horario de verano en varias ocasiones para ahorrar energía. Se empezó a utilizar en 1987 y 1988, desde mayo hasta septiembre de aquellos años. Después se dejó de utilizar, pero volvió a observarlo en el año 2006, desde mayo hasta agosto.
Es rara la vez que se cambia el horario, pero en estos momentos Honduras está en su zona horaria oficial (UTC −6) y en caso de volverlo a utilizar, pasará de UTC −6 a UTC −5.

### México
En México, el horario de verano empezó a aplicarse desde 1996, con la idea de que así se evitaba el desfase económico que había con Estados Unidos dos veces por año (ya que este país fronterizo con México ya aplicaba el horario de verano desde antes). Así se evitarían algunos desórdenes como las operaciones financieras y los vuelos internacionales.
En un principio, todo el territorio mexicano adoptó el horario de verano, pero el estado de Sonora dejó de utilizarlo en 1998, debido a lo poco beneficioso que resultó a causa de las temperaturas tan altas registradas en dicha región, y para mantenerse a la par del horario del estado de Arizona, Estados Unidos, donde no se utiliza el horario de verano. Esto causa que los estados de Baja California y Sonora empaten sus horarios en UTC −7 durante el verano septentrional.
En México, cada año el horario de verano inicia el primer domingo de abril (adelantando una hora los relojes de las 2:00 a. m. a las 3:00 a. m.) y termina el último domingo de octubre (atrasando una hora los relojes de las 2:00 a. m. a la 1:00 a. m.). Solamente en el año 2001, se inició el primer domingo de mayo y terminó el último domingo de septiembre, volviendo en 2002 a las fechas originales, las cuales habían sido adoptadas en 1996 porque en ese entonces coincidían con la aplicación del horario de verano en los Estados Unidos.
A partir de 2007, Estados Unidos modificó su aplicación del horario de verano iniciando el segundo domingo de marzo y terminando el primer domingo de noviembre, seguido de Canadá y otros países de la región. Sin embargo, México se ha rehusado desde entonces a realizar dicha modificación a pesar del desfase que se ocasiona por no hacerlo. Inicialmente, se mantuvo el horario de verano sin cambios. En 2009, las ciudades fronterizas con Estados Unidos solicitaron nuevamente al congreso el cambio de fechas para que el horario de verano en México volviera a quedar a la par con el de Estados Unidos. Así se cambió el decreto original promulgado en 2002 por el H. Congreso de la Unión (la nueva versión fue publicada en el Diario Oficial de la Federación el 6 de enero del 2010 por el Poder Ejecutivo), agregando un párrafo con la regla de aplicación del horario de verano modificada únicamente para la franja fronteriza del norte del país según el siguiente texto:
"En los municipios fronterizos de Tecate y Mexicali en Baja California; Ciudad Juárez y Ojinaga en Chihuahua; Acuña y Piedras Negras en Coahuila; Anáhuac en Nuevo León; y Nuevo Laredo, Reynosa y Matamoros en Tamaulipas, la aplicación de este horario estacional surtirá efecto desde las dos horas del segundo domingo de marzo, y concluirá a las dos horas del primer domingo de noviembre (adoptando el horario de verano estadounidense)."
Y hasta la actualidad sigue vigente esa regla excepcional, desfasando a las ciudades fronterizas respecto al resto del país durante cuatro o cinco semanas cada año. En septiembre de 2015 se presentó nuevamente al congreso la iniciativa de modificar el horario de verano en el resto del país para hacerlo coincidir con Estados Unidos, y eliminar con ello la necesidad de un párrafo de excepción para la frontera. La propuesta fue desechada el 29 de junio de 2016 siendo esta la tercera negativa del congreso mexicano a modificar el horario de verano a escala nacional en un periodo de casi diez años.
Desde el 1 de febrero del 2015, el estado de Quintana Roo cambió su huso horario estándar al UTC −5, y ya no aplica más el horario de verano. El horario de verano fue eliminado en 2022, después que el Senado ratificara la modificación a la Ley de Husos Horarios vigente en la mayor parte del territorio nacional, dejando su aplicación como horario estacional únicamente para Baja California y los municipios fronterizos con Estados Unidos de los estados de Coahuila, Nuevo León y Tamaulipas.

### Nicaragua
Nicaragua adoptó por primera vez el horario de verano en 1973, luego del siniestro terremoto en la ciudad de Managua, en la Navidad del año anterior, como una medida para ahorrar energía y dinero; así pasó de UTC −6 a UTC −5. Esta medida permaneció hasta el año 1975, en que se regresó a la hora solar prolongando el horario de verano por 2 años. Así permaneció hasta el año 1979, en que el gobierno somocista volvió a adelantar la hora por un periodo de tan solamente 4 meses. El siguiente año se aplicó el cambio horario con la misma duración. Durante varios años, la propuesta del cambio horario quedó descartada hasta el año 1980. También se utilizó en el año 1992, cuando debido a una fuerte crisis económica del país, el gobierno se vio nuevamente obligado a utilizar este recurso. Por segunda vez la hora oficial quedó adelantada por 2 años desde el 1 de enero de 1992 hasta el 20 de febrero de 1994. Actualmente se ha aplicado el horario de verano en los años 2005 (del domingo 10 de abril al domingo 2 de octubre) y 2006 (del domingo 30 de abril al domingo 1 de octubre), pero nunca más se volvió a utilizar.

### Paraguay
Paraguay utiliza el horario de verano desde el año 1975, pasando de UTC −4 a UTC −3. En realidad, se utilizó desde 1972, cuando aún no se había declarado como oficial el cambio de horario.
La legislación vigente al respecto, en todo el país, es el Decreto 1264 del 24 de febrero de 2014, haciendo que el horario de verano en Paraguay comience el primer domingo de octubre, y termine el cuarto domingo de marzo. Con la reglamentación anterior, iniciaba el primer domingo de octubre y finalizaba el segundo domingo de abril.
El cambio de horario se realiza con el fin de adecuarse a un supuesto mejor uso del tiempo y la energía. En septiembre de 2022, en el congreso del país se otorgó media sanción al proyecto que mantendría el horario de verano durante todo el año. Esta medida busca aprovechar un mejor uso de la luz solar.
Finalmente, el 11 de octubre de 2024 se aprobó dicho proyecto, por lo que a partir de 2025 ya no se aplicará más el horario de verano.

### Perú
Perú ha utilizado el horario de verano en varias ocasiones (1938, 1939, 1985, 1986, 1987, 1990 y 1994). Debido a las sequías e inundaciones causadas por El Niño entre 1982 y 1983, el segundo gobierno de Fernando Belaúnde Terry decidió adoptar el horario de verano a fines de ese último año. La última vez que se utilizó ese horario fue en 1994, pasando de UTC −5 a UTC −4. Esa disposición fue utilizada en todo el país. A partir de entonces nunca más se volvió a aplicar el horario de verano.

### Puerto Rico
De 1942 a 1945 Puerto Rico utilizó el horario de verano pasando de UTC-4 a UTC-3. A las 00:00 tenían que adelantar una hora para el ahorro de energía. Comenzando el segundo domingo de marzo y terminando el primer domingo de noviembre. Al ver que este método no tuvo éxito en el país decidieron quitar el horario de verano y nunca más ha sido utilizado. El huso horario actual de Puerto Rico es UTC-4.

### Uruguay
En Uruguay, el horario de verano empezó a observarse desde 1923, cuando su hora oficial, desde 1920, era el UTC −4. En 1942 se decretó la hora de verano en UTC −2, y la hora oficial en UTC −3.
El motivo de adelantar una hora a las 2:00 del primer domingo de octubre, se debió a un proyecto presentado por el gobierno uruguayo, con el fin de ahorrar energía eléctrica a causa de la sequía estival, y la consecuente escasez de agua en la represas que sustentan este servicio. Se entiende que, al oscurecer una hora más tarde, el consumo disminuirá sutilmente, ahorrando miles de dólares a la economía del país. Una idea similar se sostuvo en algunas provincias argentinas, pero no consiguió mayores beneficios.
Sin embargo, a partir de octubre de 2015 no se observa más el cambio horario, debido al reclamo por parte de organizaciones turísticas del Uruguay, en el que manifestaron que el cambio del huso horario afectaba al sector turístico (principalmente al gastronómico). A raíz del planteamiento hecho por el presidente de la Cámara Uruguaya de Turismo, al presidente de la República Oriental del Uruguay, se resolvió poner fin al horario de verano después de 11 años consecutivos en que se modificaba la hora legal del país.

## Detalles del horario de verano en países europeos
| Azul claro | Hora europea occidental/Hora media de Greenwich (UTC±00:00)                                       |
| Azul       | Hora europea occidental/Hora media de Greenwich (UTC±00:00)                                       |
| Azul       | Hora europea occidental de verano/Horario de verano británico/Hora estándar irlandesa (UTC+01:00) |
| Rojo       | Hora central europea (UTC+01:00)                                                                  |
| Rojo       | Hora central europea de verano (UTC+02:00)                                                        |
| Amarillo   | Hora europea oriental/Hora de Kaliningrado (UTC+02:00)                                            |
| Caqui      | Hora europea oriental (UTC+02:00)                                                                 |
| Caqui      | Hora europea oriental de verano (UTC+03:00)                                                       |
| Verde      | Hora de Moscú/Hora de Turquía (UTC+03:00)                                                         |

El horario de verano europeo o European Summer Time (EST) es el horario de ahorro de luz solar utilizado en Europa, periodo durante el que los relojes se adelantan una hora en relación con el tiempo oficial observado durante el resto del año.
Se lleva a cabo en todos los países de Europa Occidental, con excepción de Islandia, que usa el UTC durante todo el año. También el óblast ruso de Kaliningrado usa el UTC +2 durante todo el año. Bielorrusia y la mayor parte de la Rusia europea (incluida la península de Crimea) usan el UTC +3 durante el todo el año.